# Spirostreptus nutans
Spirostreptus nutans är en mångfotingart som beskrevs av Carl Ludwig Koch 1847. Spirostreptus nutans ingår i släktet Spirostreptus och familjen Spirostreptidae. Inga underarter finns listade i Catalogue of Life.